# Adam Kozłowski (bokser)
Adam Kozłowski (ur. 28 lutego 1962) – polski bokser, mistrz Polski.
Zdobył brązowy medal w wadze lekkośredniej (do 71 kg) na mistrzostwach Europy juniorów w 1980 w Rimini. 
Był mistrzem Polski w wadze lekkośredniej w 1983 oraz wicemistrzem w tej kategorii w 1982. Zdobył również mistrzostwo Polski juniorów w wadze półśredniej (do 67 kg) w 1979 oraz młodzieżowe mistrzostwo Polski w wadze lekkośredniej w 1980 i w wadze średniej (do 75 kg) w 1981. Zdobył drużynowe mistrzostwo Polski z Legią Warszawa w latach 1981/1982, 1982/1983, 1984, 1985 i 1986.
W latach 1982–1984 trzykrotnie wystąpił w reprezentacji Polski, raz wygrywając i dwukrotnie przegrywając. W 1980 przegrał walkę w meczu młodzieżowej reprezentacji Polski.
Trzykrotnie wygrywał Turniej im. Feliksa Stamma w kategorii lekkośredniej: w 1981, 1982 i 1983.
Jest trenerem boksu w Legii Warszawa.